# Misa Shimizu
Misa Shimizu (jap. 清水 美沙, Shimizu Misa; geboren am 25. September 1970 in Nishitōkyō, Japan) ist eine japanische Schauspielerin.

## Leben
Nach ihrem Debüt 1987 in Shōnan Bōsōzoku wirkte sie 1989 in der Fernsehserie Seishun Kazoku mit. Ihr größter schauspielerischer Erfolg war 1997 die Rolle der Keiko in Imamuras Der Aal, der mit der Goldenen Palme der Filmfestspiele von Cannes ausgezeichnet wurde. Danach spielte sie auch in seinen weiteren Filmen Dr. Akagi und Wasserspiele mit. Ihr Schaffen umfasst mehr als 70 Film- und Fernsehproduktionen.

## Filmografie (Auswahl)
- 1989: Shōnan Bakusōzoku
- 1992: Lust auf Sumo
- 1994: 47 Ronin
- 1996: Shall we Dance?
- 1997: Der Aal
- 1998: Dr. Akagi
- 2001: Wasserspiele
- 2002: Das Meer kommt
- 2009: Rain Fall